# Осетно (Вармінсько-Мазурське воєводство)
Осетно (пол. Osetno, нім. Ossettno, 1939-45: Mossetten) — село в Польщі, у гміні Біскупець Новомейського повіту Вармінсько-Мазурського воєводства.
Населення — 216 осіб (2011).
У 1975-1998 роках село належало до Торунського воєводства.

## Демографія
Демографічна структура станом на 31 березня 2011 року:
|          | Загалом | Допрацездатний вік | Працездатний вік | Постпрацездатний вік |
| -------- | ------- | ------------------ | ---------------- | -------------------- |
| Чоловіки | 116     | 34                 | 62               | 20                   |
| Жінки    | 100     | 25                 | 50               | 25                   |
| Разом    | 216     | 59                 | 112              | 45                   |